# Stazione di Savona Parco Doria
Stazione di Savona Parco Doria vasútállomás Olaszországban, Savona településen.

## Vasútvonalak
Az állomást az alábbi vasútvonalak érintik:
- Genova–Ventimiglia-vasútvonal

## Kapcsolódó állomások
A vasútállomáshoz az alábbi állomások vannak a legközelebb:
- Stazione di Quiliano-Vado Ligure
- Stazione di Savona
- Stazione di Savona Letimbro
- Stazione di Savona Marittima
- Stazione di Vado Ligure Zona Industriale